# سرجیو دومینی
سرجیو دومینی (انگلیسی: Sergio Domini؛ زادهٔ ۱۱ مارس ۱۹۶۱) بازیکن فوتبال اهل ایتالیا است.
از باشگاه‌هایی که در آن بازی کرده‌است می‌توان به باشگاه فوتبال مودنا، باشگاه ورزشی لاتزیو، باشگاه فوتبال آ.اس. رم، باشگاه فوتبال برشا، باشگاه فوتبال چزنا، باشگاه فوتبال جنوآ، و باشگاه فوتبال اسپال اشاره کرد.